# Giro di Lombardia 2001
La Giro di Lombardia 2001, novantacinquesima edizione della corsa e valida come evento della Coppa del mondo di ciclismo su strada 2001, fu disputata il 20 ottobre 2001, per un percorso totale di 258 km. Fu vinta dall'italiano Danilo Di Luca, al traguardo con il tempo di 6h38'29" alla media di 38,847 km/h.
Partenza a Varese con 177 corridori; 56 di essi portarono a termine il percorso.

## Squadre e corridori partecipanti
| N.    | Cod. | Squadra                          |
| ----- | ---- | -------------------------------- |
| 1-8   | RAB  | Rabobank                         |
| 9-16  | ALS  | Alessio                          |
| 17-24 | ALA  | Alexia Alluminio                 |
| 28-32 | CTA  | Cantina Tollo-Acqua & Sapone     |
| 33-40 | PAN  | Ceramiche Panaria-Fiordo         |
| 41-48 | COF  | Cofidis, le Crédit par Téléphone |
| 49-56 | CST  | CSC-Tiscali                      |
| 57-64 | DFF  | Domo-Farm Frites                 |
| 65-72 | FAS  | Fassa Bortolo                    |
| 73-80 | BAN  | iBanesto.com                     |
| 81-88 | LAM  | Lampre-Daikin                    |
| 89-96 | LIQ  | Liquigas-Pata                    |

| N.      | Cod. | Squadra                             |
| ------- | ---- | ----------------------------------- |
| 97-104  | LOT  | Lotto-Adecco                        |
| 105-112 | MAP  | Mapei-Quick Step                    |
| 113-120 | MER  | Mercatone Uno-Stream TV             |
| 121-128 | MDN  | Mobilvetta Design-Formaggi Trentini |
| 129-136 | ONE  | ONCE-Eroski                         |
| 137-144 | SAE  | Saeco Macchine per Caffè            |
| 145-152 | SEL  | Selle Italia-Pacific                |
| 153-160 | TAC  | Tacconi Sport-Vini Caldirola        |
| 161-168 | COA  | Team Coast                          |
| 169-175 | CPK  | Team Colpack-Astro                  |
| 177-183 | TEL  | Team Deutsche Telekom               |

## Ordine d'arrivo (Top 10)
| Pos. | Corridore           | Squadra       | Tempo    |
| ---- | ------------------- | ------------- | -------- |
| 1    | Danilo Di Luca      | Cantina Tollo | 6h38'29" |
| 2    | Giuliano Figueras   | Cer. Panaria  | s.t.     |
| 3    | Michael Boogerd     | Rabobank      | a 1"     |
| 4    | Richard Virenque    | Domo          | a 4"     |
| 5    | Michele Bartoli     | Mapei         | a 1'25"  |
| 6    | Beat Zberg          | Rabobank      | s.t.     |
| 7    | Maximilian Sciandri | Lampre        | a 1'26"  |
| 8    | Wladimir Belli      | Fassa Bortolo | a 1'27"  |
| 9    | Niklas Axelsson     | Alessio       | a 1'32"  |
| 10   | Francisco Mancebo   | iBanesto.com  | a 2'25"  |